# In-N-Out Burger
In-N-Out Burger é uma rede regional americana de restaurantes de fast-food localizada principalmente no sudoeste americano e costa do Pacífico. Foi fundada em Baldwin Park, Califórnia, em 1948, por Harry Snyder e Ester Snyder. A rede está atualmente sediada em Irvine, na Califórnia, e foi lentamente se expandido do sul da Califórnia para o resto da Califórnia, bem como para o Arizona, Nevada, Utah, Texas e Óregon. A atual proprietária é Lynsi Snyder, única neta de Snyder.
Como a rede se expandiu, ela foi abrindo vários centros de distribuição, além de seu original, em Baldwin Park. As novas instalações localizadas em Lathrop, Califórnia; Phoenix, Arizona; Draper, Utah; e Dallas, Texas, fornecerão potencial de expansão futuro para outras partes do país.
In-N-Out Burger tem resistido a franquear suas operações ou abrir seu capital; um dos motivos é a pretensão de qualidade ou a consistência do cliente ser comprometida pelo rápido crescimento do negócio. As práticas comerciais da empresa têm sido notadas por políticas voltadas aos funcionários. Por exemplo, o In-N-Out é uma das poucas redes de fast-food nos Estados Unidos que paga a seus funcionários mais que o salário mínimo estipulado estadual e federalmente – começando em US$11,00 por hora, na Califórnia, visto em maio de 2017. A rede de restaurantes In-N-Out desenvolveu uma base de clientes altamente leais e tem sido classificada como um das melhores redes de restaurantes de fast food em vários critérios de satisfação do cliente.

## História

### Primeira geração
A primeira localização do In-N-Out foi inaugurada pelos Snyders no subúrbio de Los Angeles em 1948, em Baldwin Park, Califórnia, no canto sudoeste do que hoje é a interseção da Interstate 10 com a Avenida Francisquito. O restaurante foi o primeiro drive-in de hambúrguer a se estabelecer na Califórnia, permitindo que os motoristas realizassem pedidos através de dois sistemas de alto-falantes. Essa foi uma ideia nova e única já que, no pós-Segunda Guerra Mundial na Califórnia, garçons eram usados para anotar pedidos e servir alimentos nos estacionamentos.
Um segundo In-N-Out foi aberto a oeste do cruzamento da Avenida Grand com a Rodovia Arrow, em Covina, Califórnia, três anos mais tarde. A empresa manteve-se como uma rede relativamente pequena do sul da Califórnia até a década de 1970. O Snyders gerenciaram seus primeiros restaurantes de perto para garantir que a qualidade fosse mantida. A rede tinha 18 restaurantes quando Harry Snyder morreu em 1976, aos 63 anos de idade.

### Segunda geração
Em 1976, Rich Snyder de 24 anos de idade tornou-se o presidente da empresa após a morte de seu pai. Juntamente com seu irmão, Guy, Rich tinha trabalhado com seu pai no In-N-Outs "desde o primeiro tijolo" em uma idade precoce. Nos 20 anos seguintes, a cadeia experimentou um período de crescimento rápido sob a liderança de Rich, expandindo-se para 93 restaurantes.
O primeiro local fora da área metropolitana de Los Angeles foi inaugurado no Condado de San Diego, em 1990, o 61º da rede. Em 1992, o In-N-Out abriu seu primeiro restaurante fora do sul da Califórnia, em Las Vegas, Nevada. Seu primeiro local no norte da Califórnia foi aberto no ano seguinte, em Modesto. A Expansão, em seguida, se espalhou para o norte da Califórnia, incluindo a Área da Baía de São Francisco, enquanto restaurantes adicionais na área da região metropolitana de Las Vegas eram adicionados. No entanto, depois de abrir o 83º restaurante In-N-Out, em Fresno, Califórnia, em 15 de dezembro de 1993, Rico Snyder e outros quatro passageiros morreram na queda de um avião em aproximação para o Aeroporto John Wayne, no Condado de Orange, Califórnia. A aeronave deles estava atrás de um Boeing 757 antes do pouso, sendo apanhada por sua esteira de turbulência, vindo a cair. A investigação da queda que se seguiu conduziu a Administração Federal de Aviação a criar um requisito para uma distância adequada entre aeronaves pesadas e aeronaves leves precedentes, para permitir uma diminuição no efeito da esteira de turbulência.
Após a morte de Rico Snyder, em 1993, Guy Snyder assumiu a presidência e continuou a expansão agressiva da empresa, até que ele morreu de uma overdose de analgésicos em 1999. Ele foi presidente por seis anos, expandindo o In-N-Out de 83 para 140 locais. Sua mãe, Esther, posteriormente, assumiu a presidência.

### O século 21
A empresa abriu locais no Arizona em 2000 e adicionou novos restaurantes em Reno, Sparks, e Carson City, Nevada, no final de 2004. O In-N-Out tornou-se um enorme sucesso nestes novos locais. Em 2007, ele abriu seu primeiro restaurante em Tucson, Arizona. A abertura da loja quebrou os recordes da empresa de mais hambúrgueres vendidos em um único dia e o mais vendido em uma semana.
Em 2008, o In-N-Out expandiu-se para um quarto estado através da abertura de uma localização em Washington, Utah, um subúrbio de St. George. Ao final de 2009, a rede se expandiu para o norte de Utah, com três novos locais situados em Draper, American Fork, e Orem. Mais locais foram abertos na primavera de 2010, em West Valley City, West Jordan, Centerville, e Riverton.

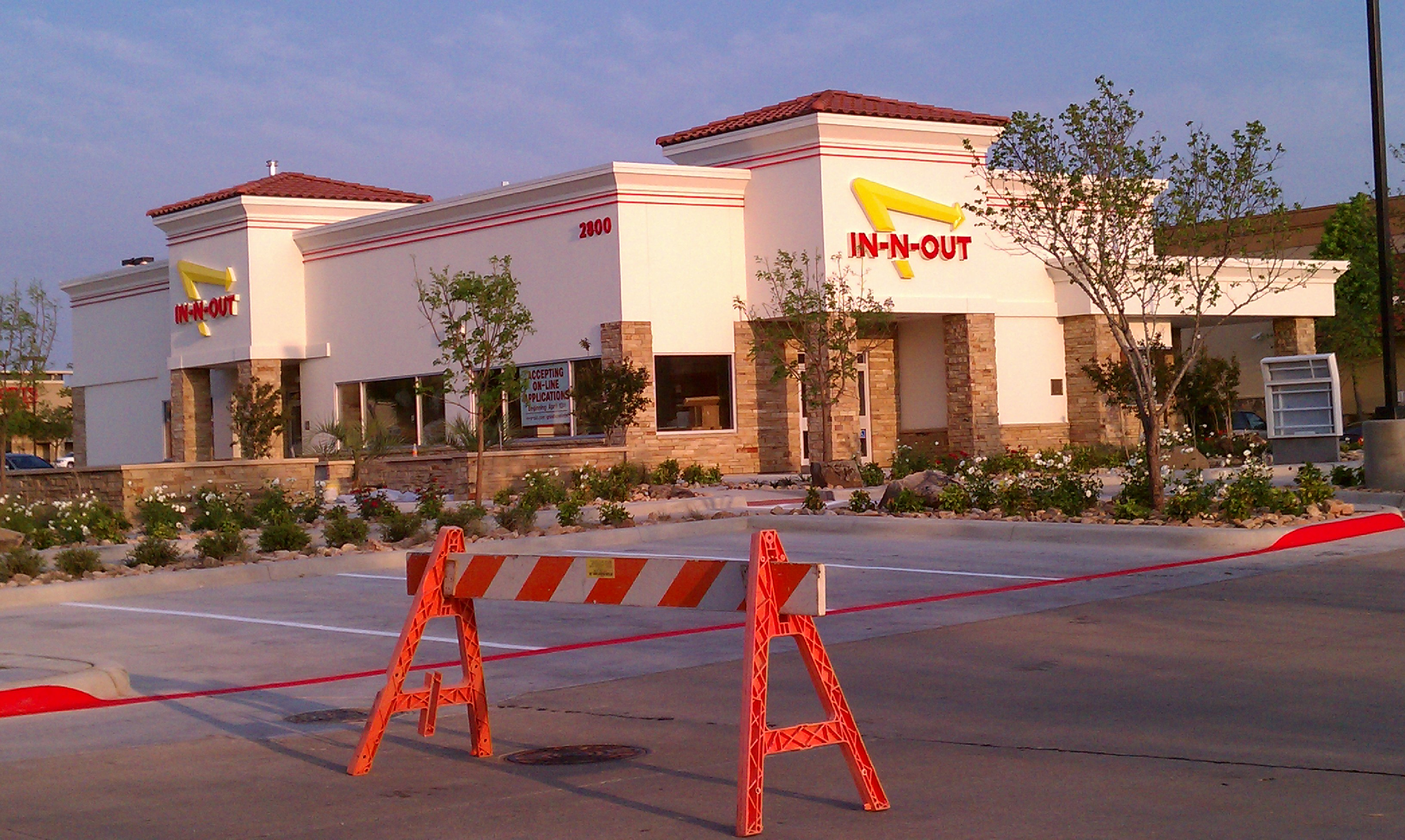
In-N-Out Burger, em Frisco, Texas, um dos primeiros locais a abrir no Texas.

Em Maio de 2010, o In-N-Out anunciou planos de expandir-se para o Texas, especificamente dentro da região metropolitana de Dallas–Fort Worth, com os dois primeiros locais de abertura em Frisco e Allen em 11 de Maio de 2011. A rede abriu sua primeira localização em Austin em dezembro de 2013. Há 21 restaurantes In-N-Out na região metropolitana de Dallas–Fort Worth, e quatro na área de Austin. Esses novos locais no Texas requereram a construção de uma nova unidade de produção e centro de distribuição no estado, de acordo com o vice-presidente da empresa Carl Van Fleet. Em Março de 2014, a empresa confirmou a sua primeira localização em San Antonio. O outono de 2014 viu o 22º restaurante ser aberto no Texas, na cidade em Killeen. No dia 20 de novembro de 2014, o In-N-Out abriu sua primeira localização em San Antonio, seguido por seu primeiro local em Waco , em novembro de 2015. Em janeiro de 2017, o In-N-Out anunciou planos de expandir-se para Houston com vários locais previstos na área.
Em janeiro de 2015, o In-N-Out abriu seu 300º restaurante, localizado em Anaheim, Califórnia. No momento da abertura, a empresa gerou US$558 milhões em vendas anuais e empregou aproximadamente 18.000 funcionários na Califórnia, Nevada, Utah, Texas e Arizona.

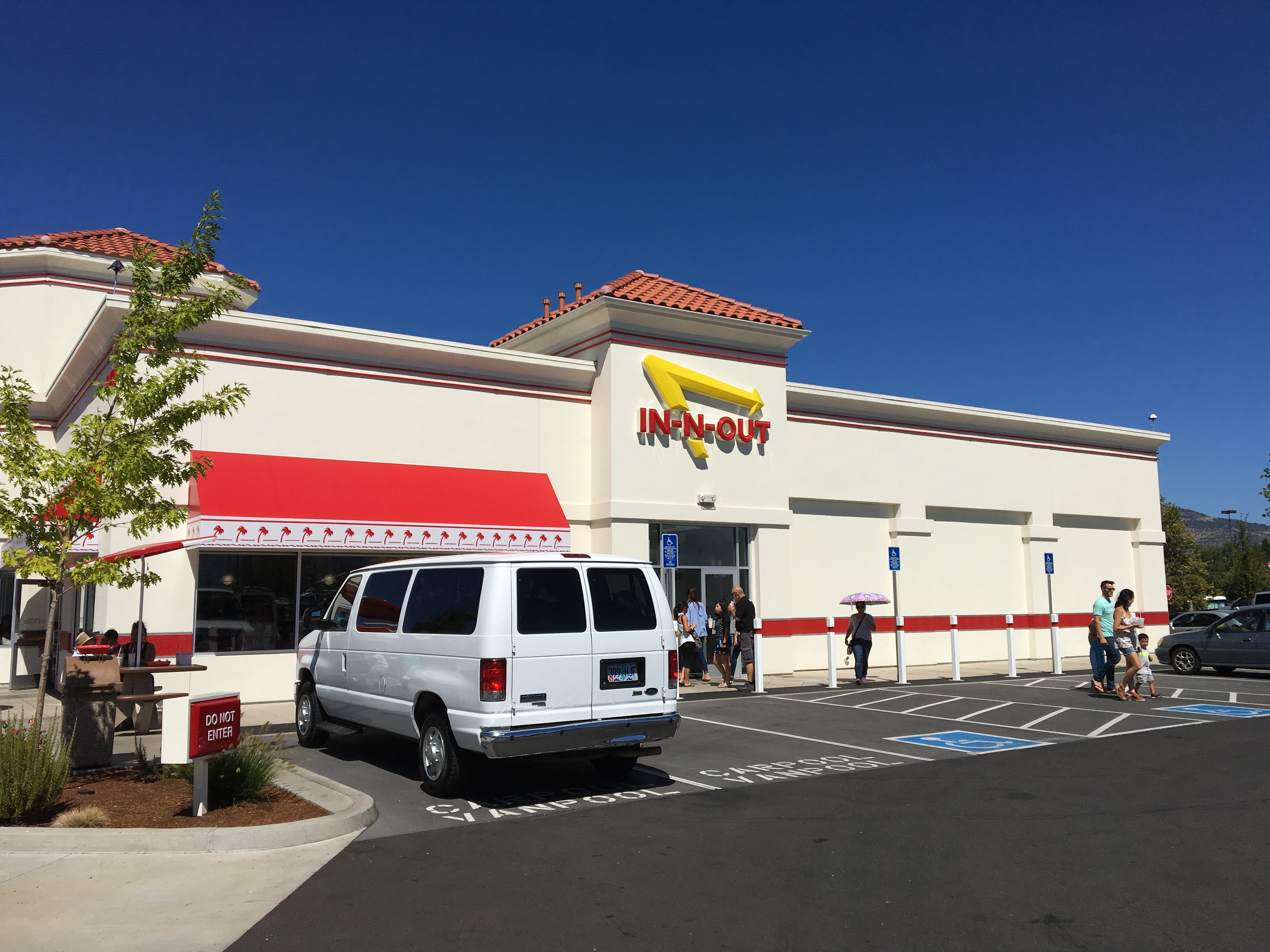
In-N-Out em Medford, Oregon, a primeira no estado.

A empresa abriu sua primeira localização no estado de Oregon em 9 de setembro de 2015 (o mesmo dia do aniversário de Harry Snyder), em Medford. É suprida a partir do centro de distribuição Lathrop, Califórnia, que foi concluído em 2006. O Presidente Lynsi Snyder afirmou, durante a abertura, que eles vão continuar a se expandir. Um segundo local em Oregon estava em construção em Grants Pass durante o mês de setembro de 2017.
Em 30 de novembro de 2017, a empresa anunciou planos para construir uma unidade de produção e centro de distribuição em Colorado Springs, à frente de uma expansão para o Colorado.
Enquanto a empresa crescia, ele se esforçou para manter as suas raízes familiares. Esther Snyder morreu em 2006, aos 86 anos, e passou a presidência para Mark Taylor, ex-vice-presidente de operações. Taylor tornou-se o quinto presidente da empresa e o primeiro não-membro da família a manter a posição, embora ele tenha laços com a família. A herdeira atual da empresa é Lynsi Snyder, filha de Guy e única neta de Esther e Harry Snyder. Snyder, que tinha 23 anos de idade e era conhecida como Lynsi Martinez na morte de sua avó, é proprietária da empresa através de uma relação de confiança. Ela ganhou o controle de 50% da empresa em 2012, quando ela fez 30 anos de idade, e cerca de controle total em 35 em maio de 2017.
Depois de participar de várias funções na empresa, Snyder assumiu a presidência em 2010, tornando-se a empresa sexto presidente. No entanto, a maioria das decisões são tomadas por sete membros da equipe executiva. Snyder não tem a intenção de franquia nem vender, e planos para passar na propriedade da empresa para com seus filhos.
No final de 2017, expandiu-se para o Colorado.

Municípios com pelo menos um In-N-Out local. Desde 1992, o In-N-Out expandiu-se para além Califórnia até o Arizona, Nevada, Texas, Utah, e, mais recentemente, Oregon.

## Questões legais

### Ação judicial contra Rico Boyd (2006)
Em 2006, um processo mostrou uma possível briga de família sobre a liderança da rede corporativa. Richard Boyd, um dos vice-presidentes do In-N-Out e co-administrador de dois terços das ações da empresa, acusou Lynsi Martinez e executivos aliados de tentarem forçar a saída de Esther Snyder e uma tentativa de demitir Boyd injustificadamente. Antecipando o processo, Martinez, Snyder e Taylor apareceram em um vídeo de mensagem para os funcionários em dezembro, dizendo-lhes para não acreditar em tudo que ouvem. A empresa respondeu com uma ação judicial própria, alegando que Boyd tinha obras feitas em sua propriedade pessoal efetuadas com o dinheiro da empresa, bem como favoreceu empreiteiros com licitações não competitivas. Boyd foi suspenso de seu papel de co-administrador e o Northern Trust Bank of Califórnia tomou o seu lugar (como co-administrador), até uma audição marcada para 10 de maio de 2006. No entanto, em abril, o juiz indeferiu duas das acusações do In-N-Out contra Boyd. A data do julgamento de 17 de outubro de 2006 foi definida mas nunca ocorreu e um acordo foi fechado fora do tribunal. Em última análise, Boyd foi permanentemente removido do seu cargo como funcionário e co-administrador.

### Ação judicial contra Chadder's (2007)
Em junho de 2007, a empresa entrou com uma ação contra um restaurante de American Fork, Utah, chamado Chadder's, por violação de marca registrada, alegando que o "visual e sensação" desse restaurante era muito parecido com o do In-N-Out e que o restaurante havia violado a marca registrada dos itens do menu, tais como "Estilo Animal", "Estilo Proteico", "Duplo-duplo", e assim por diante.
A empresa foi informada da situação por clientes de Utah que entraram em contato com o departamento de serviço ao cliente perguntando seo In-N-Out havia aberto uma localização em Utah sob um nome diferente, ou se eles tivessem qualquer ligação com o aquele restaurante. Vários clientes afirmaram que pediram lanches de marca registrada, tais como Estilo Animal e Proteico.
Em 7 de junho de 2007, o conselheiro geral do In-N-Out visitou o restaurante Chadder's, em American Fork, e "viu as instalações e operações e pediu uma refeição que não estava no cardápio. Ele pediu um Estilo Animal Duplo-Duplo com Batatas Animais, e seu pedido foi aceito." O Juiz do Distrito de Utah, Ted Stewart, emitiu uma ordem de restrição temporária contra o sósia. O Chadder's abriu outro local perto de área de Salt Lake City e um em Provo.
Em 2009, o In-N-Out abriu um restaurante em American Fork, a menos de uma milha do restaurante Chadder's. Em seu site, o Chadder's começou a vender uma "Stubby-Duplo" em vez de "Duplo-Duplo".
Os restaurantes Chadder's, no estado de Utah, saíram do mercado desde quando restaurantes do In-N-Out foram abertos no estado de Utah.

### Ação judicial contra DoorDash (2015)
No dia 6 de novembro de 2015, o In-N-Out entrou com uma ação contra a startup de entrega de alimentos, DoorDash, alegando violação de marca e concorrência desleal. A denúncia afirma:
"O uso das marcas registradas do Requerente pelo Réu implica que o Réu não só entrega produtos In-N-Out para seus clientes, mas que a qualidade e os serviços oferecidos pelo Réu são as mesmas do que se o cliente tivesse comprado diretamente no Requerente. Baseando na informação e crença dos clientes, a qualidade dos serviços oferecidos pelo Réu não estão de acordo com os padrões que os consumidores esperam dos bens e serviços do Requerente. Além disso, o Requerente não tem controle sobre o tempo que leva o Réu a entregar produtos do Requerente aos consumidores, ou a temperatura em que os bens são mantidos durante a entrega, nem sobre a manipulação de alimentos e práticas de segurança dos entregadores do Réu. Enquanto o Requerente segue o Código da Comida, com base na informação e crença dos clientes o Réu não cumpre tais normas, inclusive no que diz respeito à conformidade necessária  com a segurança de alimentos e práticas de manipulação."

## Segurança alimentar
Em 9 de Maio de 2017, o In-N-Out Burger em Livermore, Califórnia, fechou temporariamente suas portas depois de nove membros do time de softball de uma faculdade ficarem doentes depois de comerem neste determinado restaurante. O Departamento de Saúde Ambiental de Alameda County está investigando o incidente e suspeita que o norovírus foi a causa das doenças, mas não será capaz de confirmar a causa até os testes de laboratório serem concluídos.
O local tinha sido citado como tendo uma violação do código de "alto risco" para a saúde em dezembro de 2016, com pequenas citações para o mesmo problema, em abril de 2017. Os representantes do In-N-Out disseram que não tinham indicações de problemas no local, mas o limparam e desinfetaram, juntamente com a revisão de procedimentos com os empregados.
Em 12 de Maio de 2017, o Departamento de Saúde Ambiental de Alameda County informou que eles acreditam agora que os membros do colégio time de futebol podem ter sido infectadas com o vírus antes de entrar no restaurante em Livermore. Como precaução, o DSA continua com os testes de laboratório nos funcionários do In-N-Out para, de forma conclusiva, removê-los da lista de possível fonte de infecção.

## Produtos

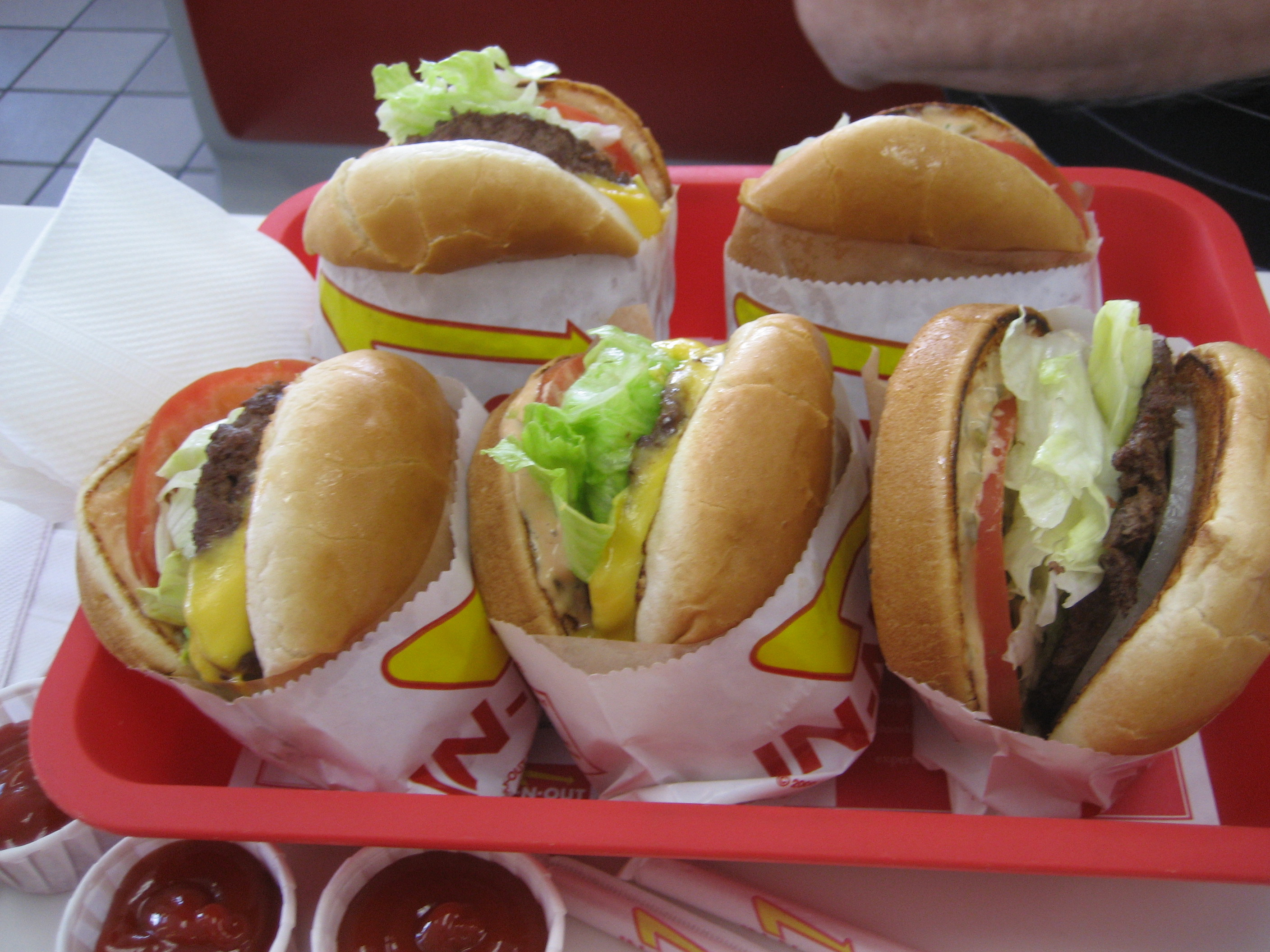
Cheeseburgers e hamburger

O menu do In-N-Out é composto por três variedades de burgers: hamburger, cheeseburger, e "Duplo-Duplo" (dois hambúrgueres e duas fatias de queijo). Batatas fritas e bebidas à vontade estão disponíveis, bem como três sabores de milkshakes. Os hambúrgueres vêm com alface, tomate, com ou sem cebola (pergunta-se ao cliente durante o pedido, e pode tê-los frescos ou grelhados), e um molho, que é chamado de "espalhado" (uma variante do molho Thousand Island).
Há, no entanto, outros itens que não estão no menu, mas disponíveis em todos os In-N-Out. Estas variações, apesar de estarem em um "menu secreto", são acessíveis no site da empresa. Estas variações incluem o 3x3 (três hambúrgueres e três fatias de queijo), 4x4 (quatro hambúrgueres e quatro fatias de queijo), batida de leite de sabor napolitano, sanduíche de queijo grelhado (consiste dos mesmos ingredientes de um sanduíche comum, exceto pela carne, além de duas fatias de queijo derretido), Estilo Proteico (enrolado no alface; consiste dos mesmos ingredientes que um sanduíche comum. exceto pelo pão), e o Estilo Animal (cozido em uma fina camada de mostarda, adição de condimentos, incluindo picles, as cebolas grelhadas e molho "espalhado" extra). As fritas do Estilo Animal vêm com duas fatias de queijo derretido, molho "espalhado" e cebolas grelhadas no topo. Pimentas chili Inteiras ou cortadas em pedaços também estão disponíveis por solicitação. Tanto o Estilo Animal quanto o Estilo Proteico são especialidades da casa que possuem marca registrada por sua associação com a rede de restaurantes In-N-Out.
Até 2005, o In-N-Out aceitava pedidos de burguers de qualquer tamanho, adicionando fatias de hamburguer e de queijo por um custo adicional. Porém, um incidente particularmente famoso envolvendo um 100x100 (100 hambúrgueres e 100 fatias de queijo) ocorreu em 2004. Assim que as pessoas comentaram sobre o sanduíche maciço, a gerência do In-N-Out proibiu qualquer coisa maior do que um 4x4. Também pode-se pedir o que é chamado de "Holandês Voador", que consiste em dois hambúrgueres de carne e duas fatias de queijo apenas (sem pão, condimentos ou legumes).

## Estilo do restaurante

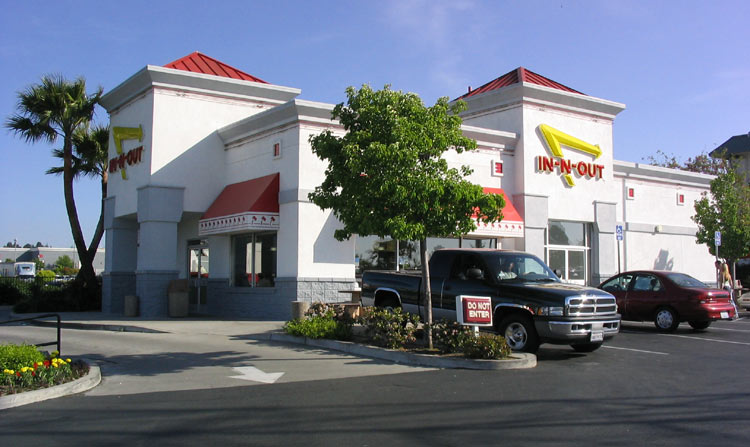
Restaurante In-N-Out em Pinole, Califórnia, perto da Interestadual 80, com uma faixa de drive-in e uma área de refeição interior. Atenção para as palmeiras cruzadas na parte de trás.

As cores marcantes do In-N-Out são branco, vermelho e amarelo. O branco é usado para as paredes exteriores dos edifícios e o uniforme básico dos funcionários. O vermelho é usado para o telhado das construções e aventais e chapéus dos funcionários. O amarelo é usado para a decoração de uma faixa no teto e o icônico zigue-zague do logotipo. No entanto, ocorrem variações no esquema de cores.
O primeiro In-N-Out tinha um projeto comum, colocando a cozinha entre duas faixas de carros. A faixa frontal ficava mais próxima da rua e a faixa traseira mais distante da rua. Um toldo de metal oferecia sombra para os clientes que quisessem estacionar e comer, mas não tinha uma área de refeição interior. Havia uma janela voltada para a área de estacionamento. Estes restaurantes armazenam os alimentos e suprimentos em um prédio separado e não é incomum o cliente ter que aguardar um funcionário ir buscar os suprimentos do outro lado da rua.
Este design mais simples é uma imagem popular nos anúncios e artes do In-N-Out, que muitas vezes mostra-se carros clássicos como os Mustangs de 1965 e os Firebirds de 1968 visitando o restaurante original. O restaurante original em Covina, localizado na Rodovia Arrow, a oeste da Avenida Grand, foi forçado a fechar no início da década de 1990 devido à re-engenharia e desenvolvimento da área. Um restaurante moderno com área de refeição interna foi construído a poucas centenas de metros de distância. O novo edifício é muito maior (só o prédio tem cerca da metade do tamanho do lote inteiro do restaurante anterior), e é frequentemente lotado.

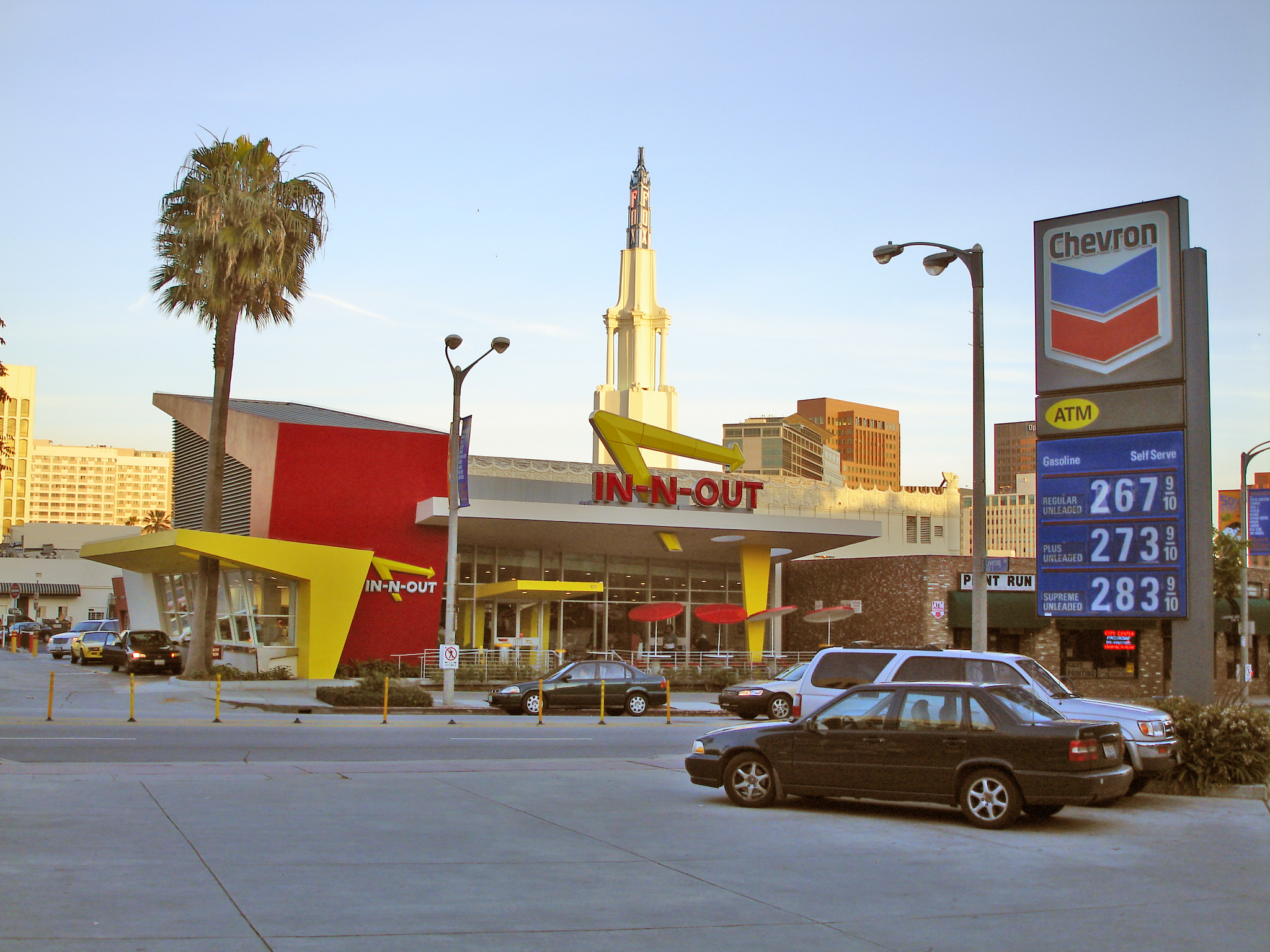
O famoso In-N-Out Burger, na esquina da Gayley com Le Conte, em Westwood, Los Angeles, perto do campus da UCLA, projetado por Kanner Architects

Como muitas redes de restaurantes, os locais mais recentes do In-N-Out são baseados em um conjunto de modelos pré-fabricados, que são escolhidos de acordo com o espaço disponível e os níveis de tráfego esperados. Enquanto a aparência externa dos prédios pode variar para satisfazer as necessidades locais de zoneamento e requisitos de arquitetura, a decoração do interior na maioria dos In-N-Out construídos recentemente são idênticos. No entanto, alguns restaurantes são projetados para se destacarem, como os restaurantes de Fisherman's Wharf, San Francisco e Westwood, Los Angeles.

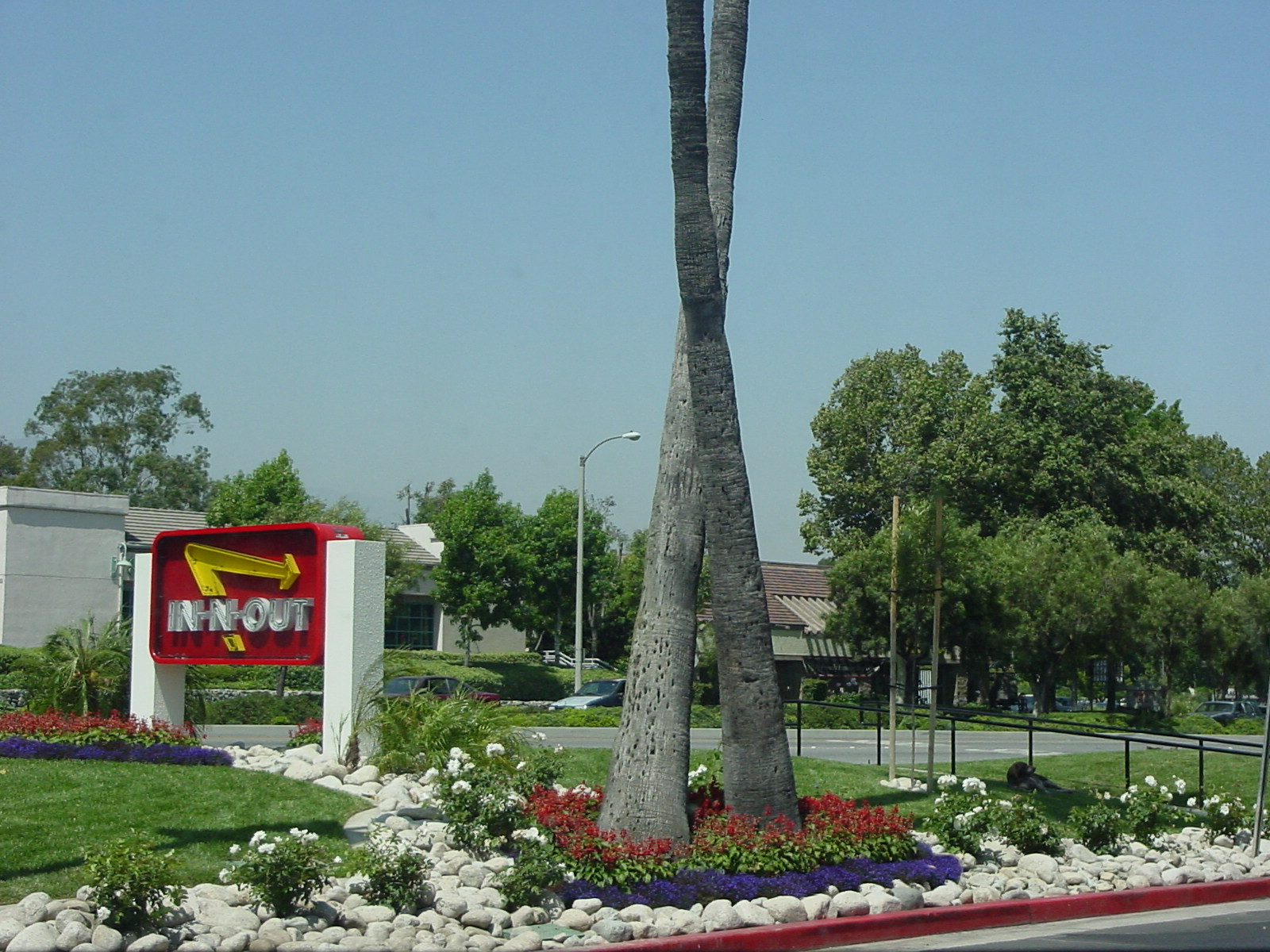
Exemplo de palmeiras cruzadas do In-N-Out

Hoje em dia, um local do In-N-Out tem em seu interior um balcão de atendimento com ponto de venda em frente a uma cozinha e uma área de preparação de alimentos. Existem diferentes áreas de armazenamento para papéis (guardanapos, sacos, etc.) e produtos alimentícios "secos" (batata, pães, etc.), assim como uma geladeira para bens perecíveis (alface, queijo, molho, etc.), e um frigorífico dedicado de carne para hambúrgueres. A área de clientes inclui uma área de refeição interna com uma combinação de mesas e balcões. Geralmente, também existe uma área de refeição exterior com mesas e bancos. A maioria dos novos restaurantes contém uma faixa de drive-in.
Existem outros elementos de design comuns hoje em dia nos restaurantes In-N-Out. Para combinar com o tema de palmeiras californianas, às vezes palmeiras são plantadas em forma de "X" na frente dos restaurantes. Isso é uma alusão ao filme favorito do fundador Harry Snyder, Deu a Louca no Mundo, deStanley Kramer, em que os personagens procuram um tesouro escondido e o encontram embaixo de "um grande W" feita por quatro palmeiras, com as do meio formando um "X".

## Propagandas

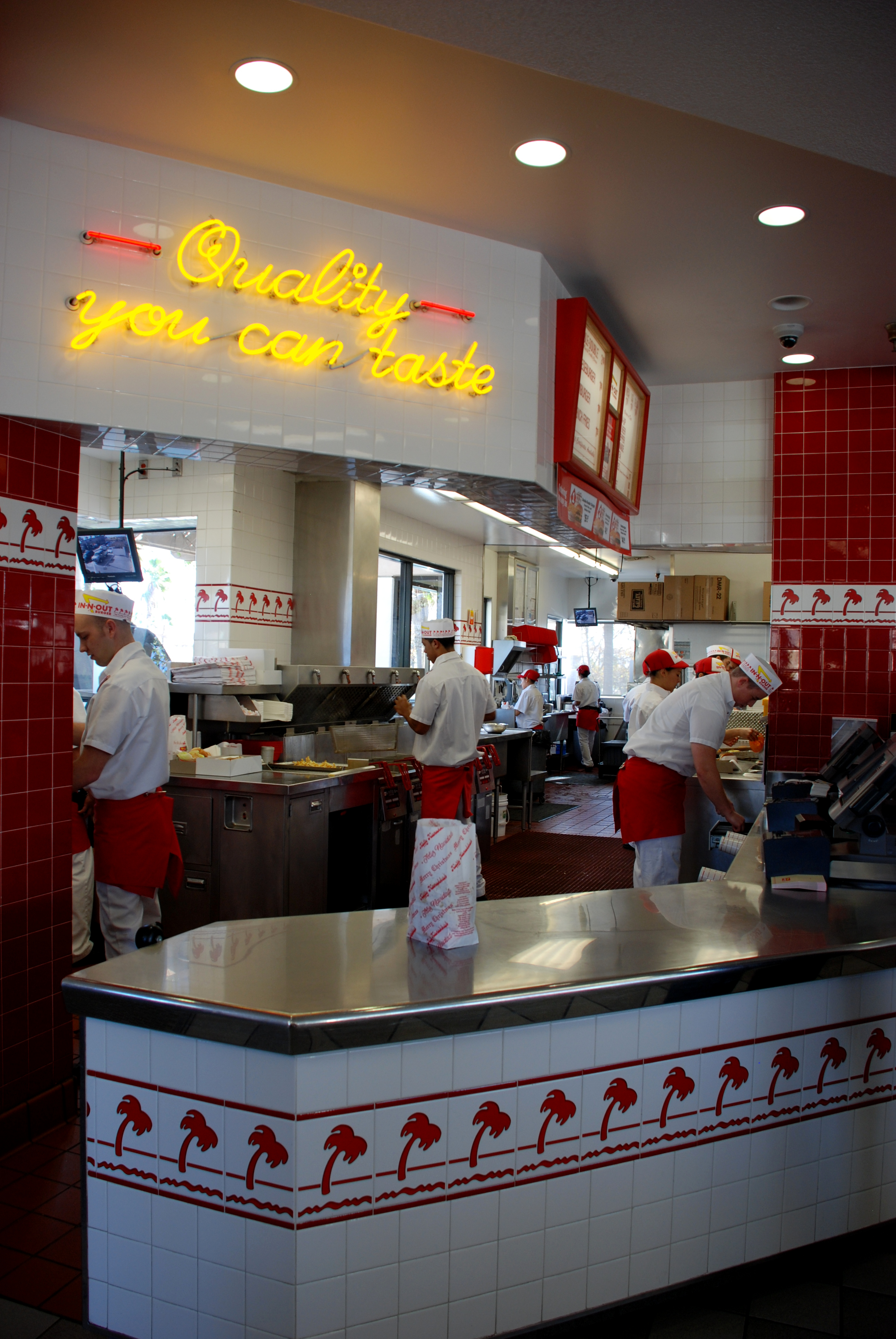
Um interior típico com o slogan da compania, "qualidade que você pode sentir o gosto"

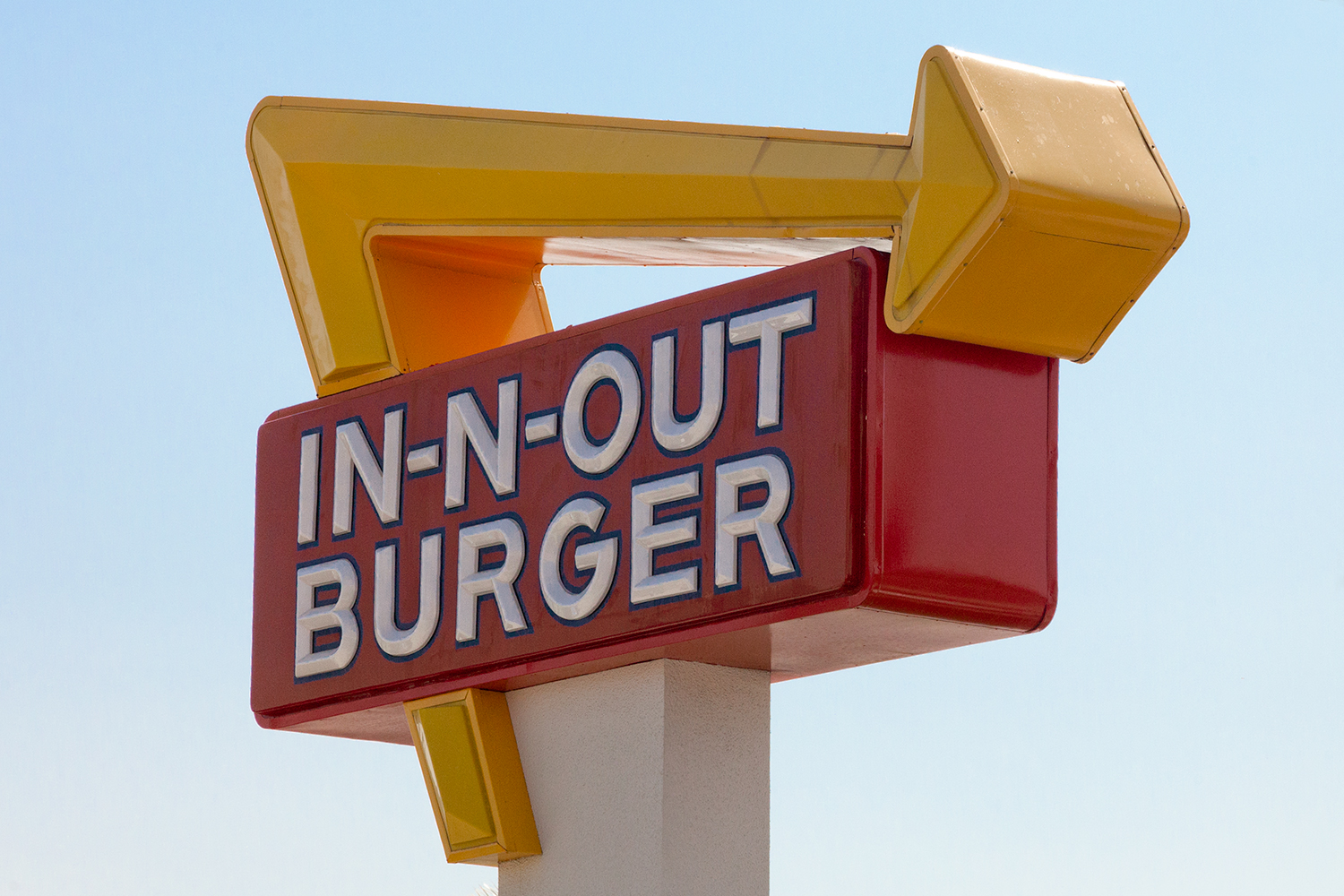
Logomarca do In-N-Out Burger em Los Angeles.

Como outras redes de fast food, o In-N-Out utiliza-se de placas de beira de estrada para atrair os clientes ao local mais próximo. Geralmente os anúncios em outdoor mostram uma imagem da marca registrada da rede, o "Duplo-Duplo". Eles usam rádio comerciais, muitas vezes limitado ao jingle, "In-N-Out, In-N-Out. Isso é que é um hambúrguer." Comerciais de televisão, que são menos comuns, apresentam o apelo visual do hamburger. O In-N-Out raramente usa celebridades em anúncios, apesar de John Cleese e John Goodman já terem utilizado sua voz em propagandas pelo rádio. No passado, os Snyders também patrocinaram um programa de música natalina com vozes expressando o significado do feriado.
Além do sistema de comerciais convencionais, a publicidade paga, o In-N-Out se beneficia no "boca a boca" positivo espalhado pelo entusiasmo de fãs. Por muitos anos ele tem dado aos clientes adesivos que simplesmente dizem "In-N-Out Burger". A empresa ajuda clientes dedicadosas publicitar a sua marca através da venda de souvenirs com o logotipo In-N-Out. Fãs celebridade menções grátis na mídia de massa também de promovem a empresa. Quando o vencedor do troféu Heisman Trophy e quarterback do time de Ohio, Troy Smith, falou entusiasmado sobre o cheeseburguer In-N-Out durante uma conferência de imprensa antes do jogo da final do Campeonato Nacional BCS, em 2007, um executivo sênior disse, "Não tem como ser melhor do que isso. Somos uma espécie de pequena empresa e não temos contratamos qualquer celebridade, mas eu acho que acabamos de conseguir o melhor que poderíamos ter." Huell Howser foi autorizado, no que se acredita ser a primeira vez, a filmar com suas câmeras de televisão dentro de uma loja para um Especial de Ouro na Califórnia. O show também incluiu um passeio "por trás das câmeras" na sede do In-N-Out.

## Cultura

### Popularidade

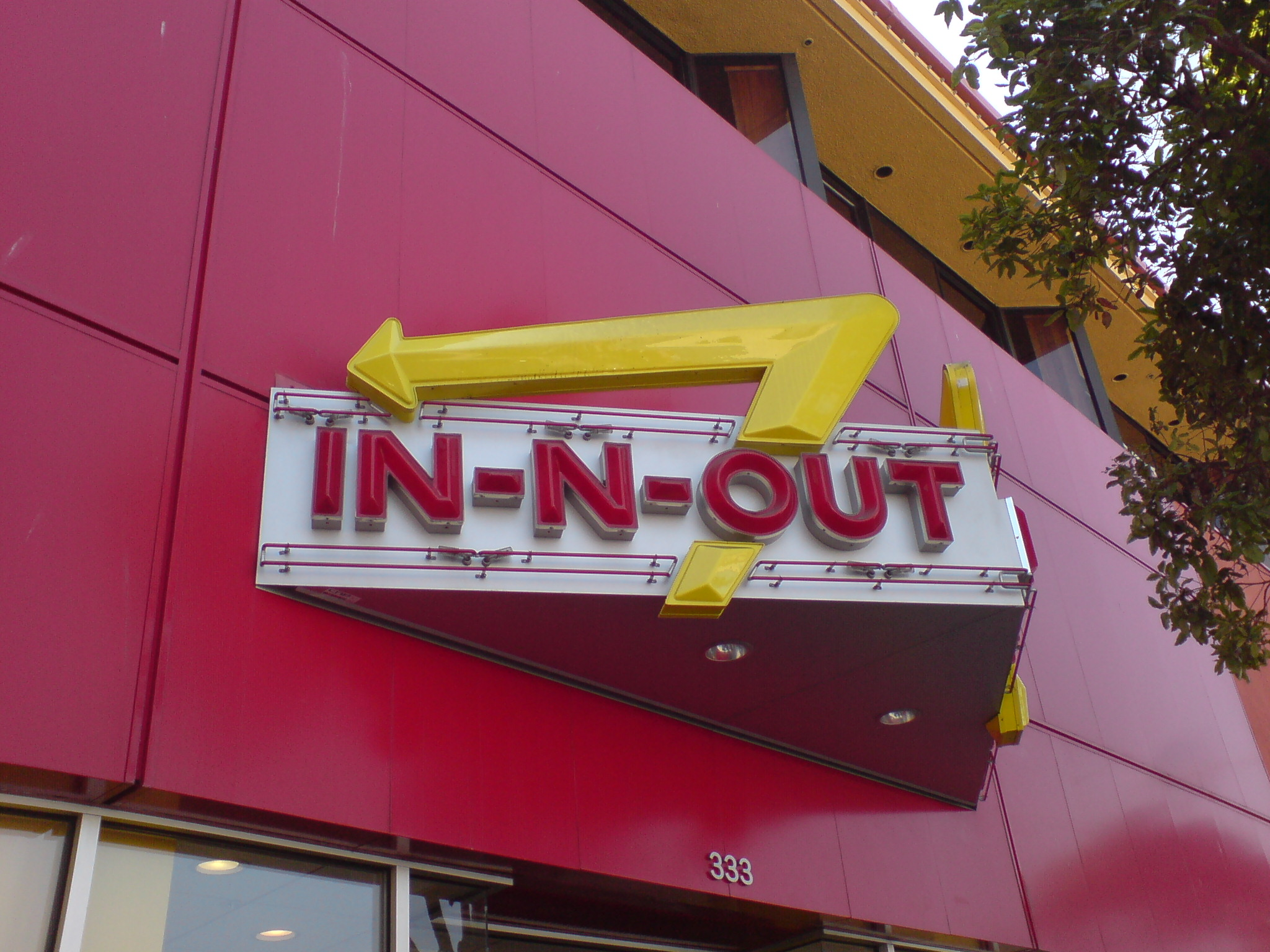
O logo In-N-Out Burger em Fisherman's Wharf, em são Francisco

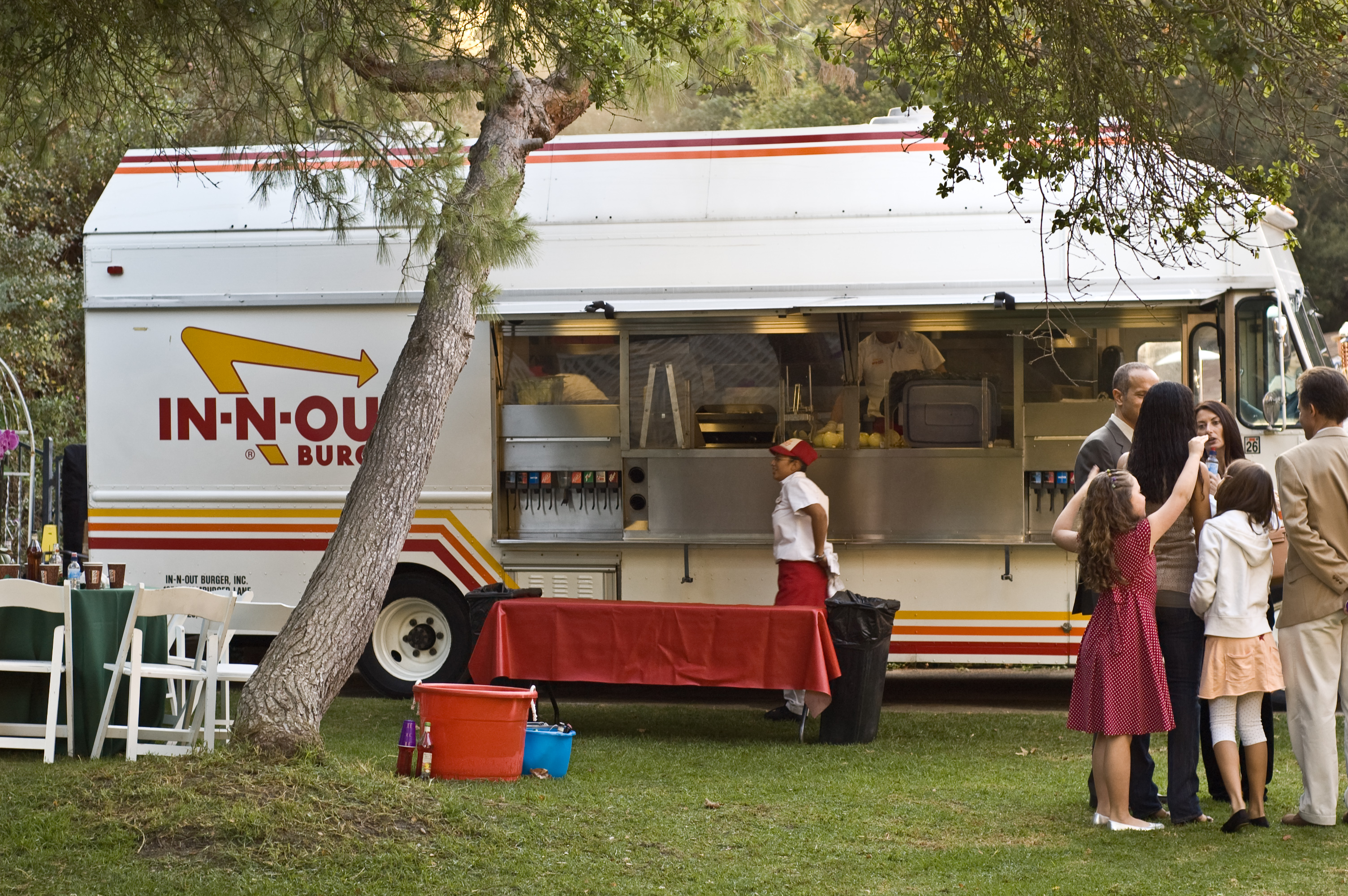
O In-N-Out oferece food trucks em alguns mercados do Sul da Califórnia.

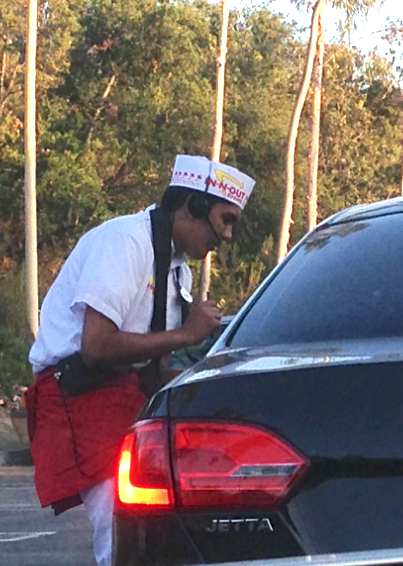
Sistemas eletrônicos de POS são utilizados durante o horário de pico, a fim de ajudar a reduzir longas filas no drive-in.

A rede de hambúrgueres tem alcançado grande popularidade, que tem levado a celebração por parte de alguns quando trazida para novos locais e a abertura de um novo restaurante, muitas vezes, torna-se um evento. Quando um abriu em Scottsdale, Arizona, havia quatro horas de espera para o comer e helicópteros dos noticiários pairavam acima de estacionamento.
A imagem da rede também tornou-se popular de maneiras não tradicionais. Por exemplo, o In-N-Out ainda é considerado aceitável em algumas áreas com uma forte oposição às redes de restaurante, como o Mcdonald's. Líderes locais de negócios em Fisherman's Wharf, São Francisco, disseram que eles se oporam a todas as outras redes de fast food, exceto o In-N-Out, porque eles mantiveram o sabor do "negócio de família", em um local que há décadas esse tipo de negócio não se estabelece. Dizem que os moradores locais normalmente "estão em pé de guerra sobre um fast-food ir a Fisherman's Wharf", mas "com eles é diferente." O nativo da Califórnia e jogador do Colorado Rockies, Jason Giambi ia muitas vezes visitar o In-N-Out Burger quando estava na Costa Oeste com sua ex-equipe, o New York Yankees. Ele disse que tentou abrir um restaurante In-N-Out restaurante em Nova York, mas não teve êxito.
A rede também tem um número de chefs de cozinha fãs de renome, incluindo Gordon Ramsay, Thomas Keller, Julia Child, Anthony Bourdain, Ina Garten, e Mario Batali. O famoso chef e dono de restaurante, Ramsay, comeu no In-N-Out pela primeira vez durante a gravação de Pesadelo na Cozinha em Los Angeles, e logo se tornou um de seus lugares favoritos para gravar cenas. Ramsay afirmou, ao dizer sobre a experiência: "Os hambúrgueres do In-N-Out estavam extraordinários. Eu estava tão mal, me sentei no restaurante, comi o duplo cheeseburguer e, minutos depois, eu dirigi de volta comi de novo para garantir." Thomas Keller, um fã do In-N-out, celebrou com hambúrgueres do In-N-Out na festa de aniversário de seu restaurante, A Lavanderia Francesa. Keller também planeja abrir seu próprio restaurante de hambúrguer inspirado por sua experiência no In-N-Out de Los Angeles. Julia Child, uma das primeiras celebridades a promover a rede, admitiu conhecer cada localização do restaurante entre Santa Barbara e São Francisco. Child também encomendou hambúrgueres durante uma internação hospitalar. Anthony Bourdain teria dito que o In-N-Out era o seu fast food favorito; mais tarde, nomeou o restaurante como "o melhor restaurante de Los Angeles." Ina Garten, em uma entrevista no Today show divulga "eu tenho que dizer, geralmente não como fast food, com uma exceção. Quando estamos na Califórnia fazendo excursões de livros, temos sempre que ir para o In-N-Out burger. É tão bom e eu sei que também era o favorito de Julia Child, então não tem problema."
O In-N-Out foi uma das poucas redes de restaurantes que teve uma menção positiva no livro Fast Food Nation. O livro elogiou a rede para usar ingredientes frescos e naturais e por cuidar dos interesses dos empregados que diz respeito a salário e benefícios. Um food truck do In-N-Out ganhou o prêmio da Academia Vanity Fair 2012 depois da festa.

### Arte

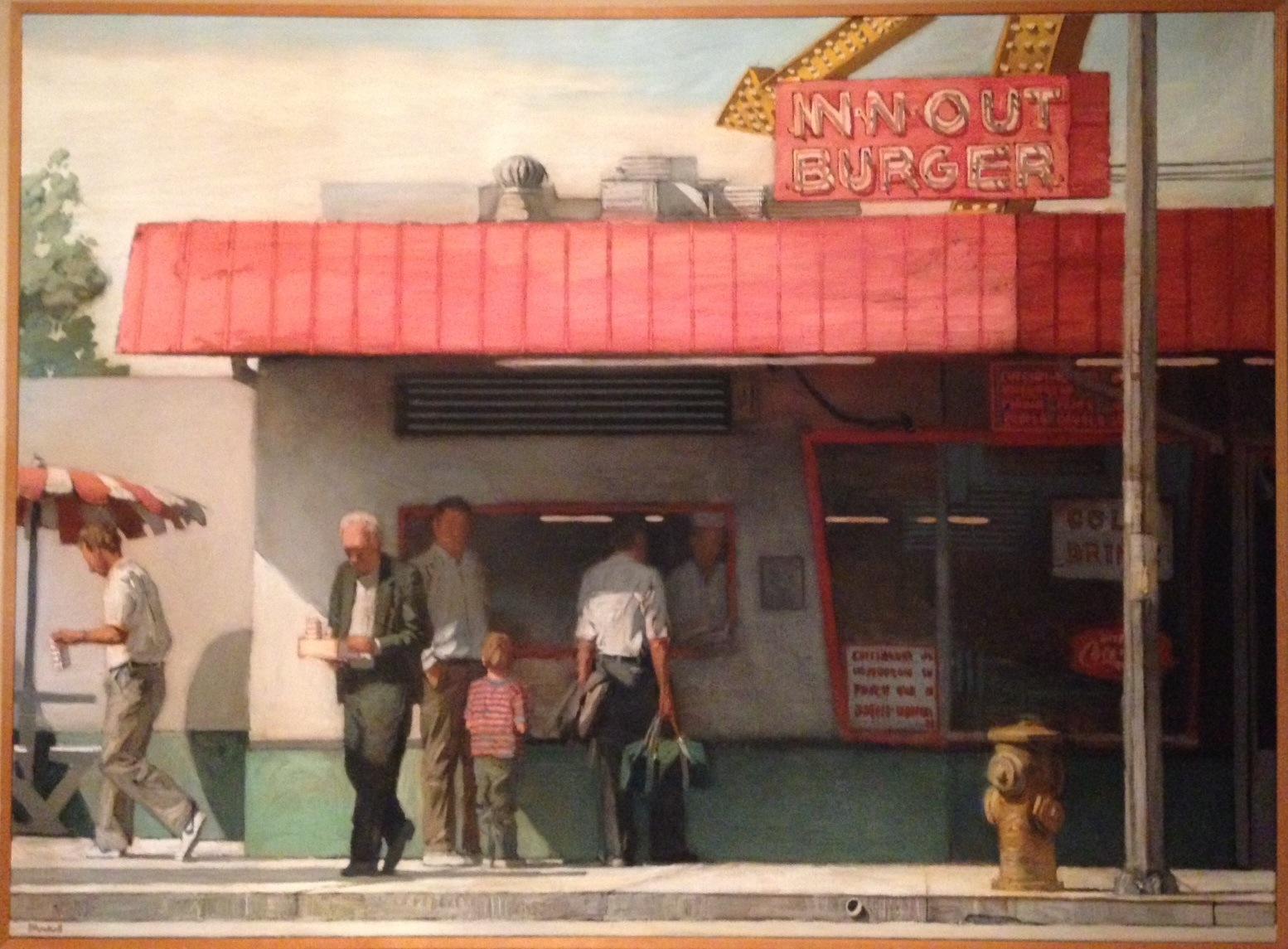
Pintura do Richard Bunkall encomendada pela família Haenel do In-N-Out Burger.

Jack Schmidt foi a primeira pessoa que encomendou a pintura original do In-N-Out localizado em Baldwin Park para o In-N-Out Burger Inc. Suas pinturas foram mais tarde reproduzidas em anúncios, camisetas e outros produtos de consumo. Suas pinturas capturam a cultura do carro, clima agradável e a agilidade do In-N-Out Burger.

### Versículos da bíblia

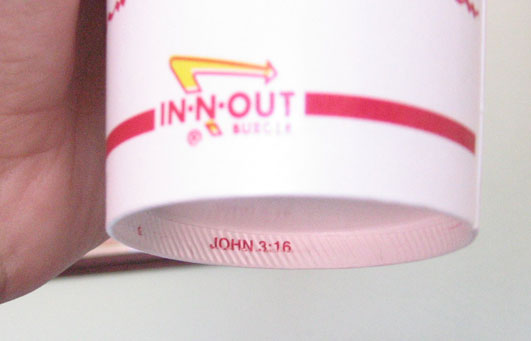
Referência da Bíblia na parte inferior de um copo do In-N-Out

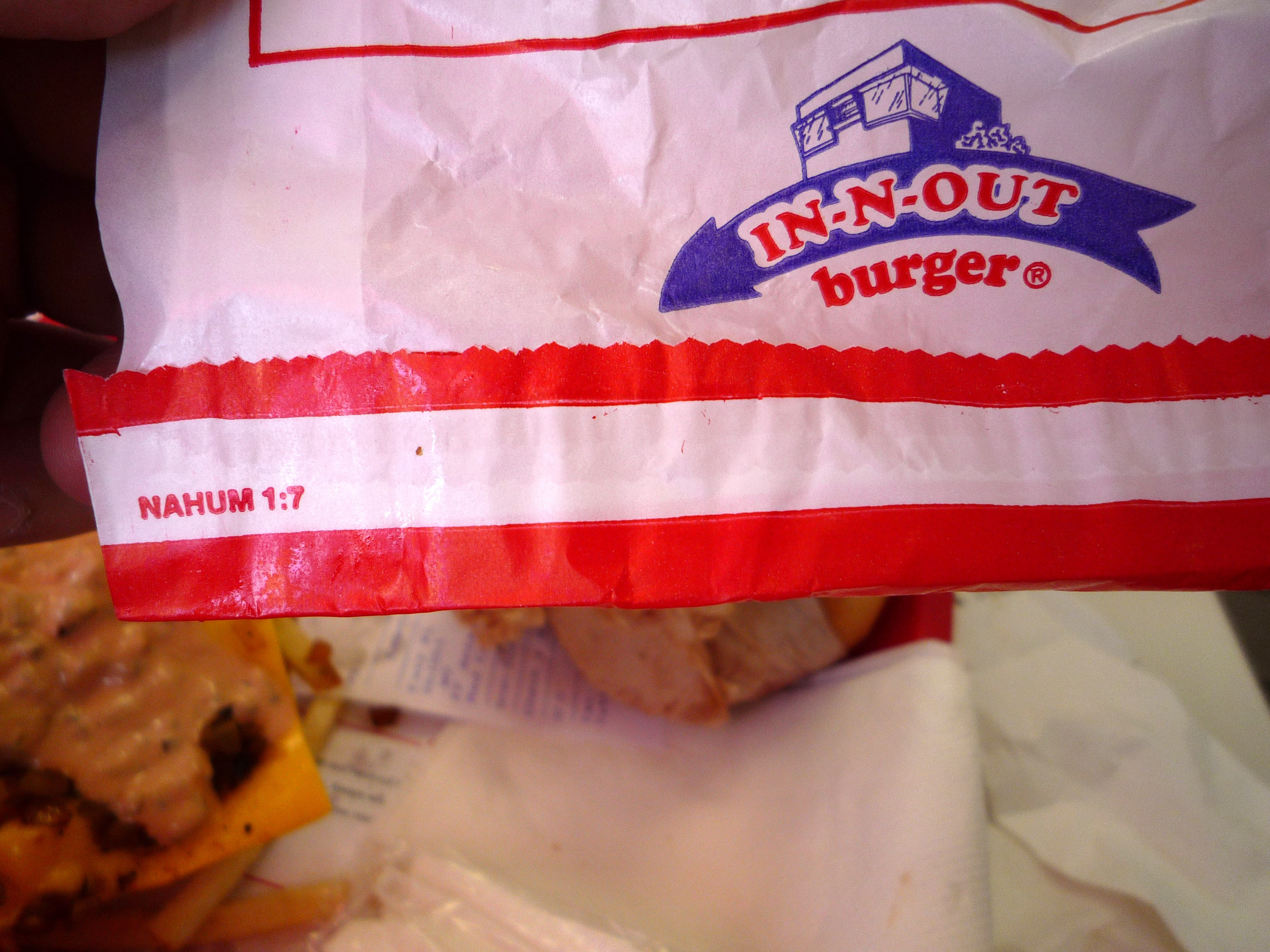
Referência da Bíblia no invólucro de um Duplo-Duplo do In-N-Out

O In-N-Out imprime citações bíblicas em letras pequenas nas áreas de embalagem. Esta prática começou na década de 1980 durante a presidência de Rich Snyder, um reflexo das crenças cristãs da família Snyder.
Na estréia da quinta temporada de Vidas Secretas dos Super Ricos, Lynsi Snyder, o então homem de 33 anos de idade herdeiro da rede In-N-Out, revelou que ela tinha duas tatuagens relacionadas à Bíblia. Uma delas é Mateus 6:10 em Aramaico: "venha o teu reino, seja feita a tua vontade." A outra com caracteres hebraicos representa a palavra "odiado", que supostamente se referem a João 15:18: "Se o mundo vos odeia, sabei que, primeiro do que a vós, me odiou a mim."

## A fundação In-N-Out Burguers
A Fundação In-N-Out Burguers foi estabelecida como uma organização sem fins lucrativos 501(c), em Março de 1995, e classificada como "Serviços Humanos: Angariação e Distribuição de Fundos" sob o sistema NTEE. Som sede em Irvine, Califórnia, a fundação apoia as organizações que fornecem tratamento em regime de internato, abrigo de emergência, acolhimento, e a intervenção precoce para crianças em necessidade." Suas maiores atividades são restritas a elegíveis grupos sem fins lucrativos que estão localizados ou que prestam serviços em áreas onde a In-N-Out tem uma presença. Por conseguinte, propostas só são aceitas para candidatos em um número limitado de municípios no Arizona, Califórnia, Nevada, Utah e Texas. Em 2010, o ano mais recente para o qual informações financeiras estão publicamente disponíveis (e antes da abertura de locais da empresa no Texas), a fundação contribuiu com US$ 1,545,250 para 231 bolseiros no Arizona, Califórnia, Nevada e Utah. As contribuições são financiadas por doações e arrecadamentos patrocinados pelo In-N-Out; bolsas típicas estão entre us US$2,000 e US$20.000.

## O restaurante original
O primeiro restaurante In-N-Out, que foi inaugurado em 1948, foi demolido quando a autoestrada de São Bernardino, chamada de Interstate 10 (depois U.S. 60/70/99, a Autoestrada Ramona) foi construída a partir do centro de Los Angeles até o Vale São Gabriel. A autoestrada passa sobre o local original. Um novo restaurante foi concluído em 1954 perto da localização original em Baldwin Park, na Califórnia, mas foi fechado em novembro de 2004 e demolido em 16 de abril de 2011, apesar das discussões sobre usá-lo como um museu do In-N-Out, narrando as origens e a história da empresa. O In-N-Out construiu um restaurante substituto do outro lado da estrada, próximo ao In-N-Out University original (inaugurado em 1984). Um novo In-N-Out University foi construído na propriedade. O prédio University abriga o departamento de treinamento, que foi movido de Irvine, Califórnia. Além disso, o restaurante da empresa foi transferido da sede do In-N-Out em Baldwin Park para o novo lote, que detém o restaurante e a universidade a menos de mil metros de distância. Em 2014, uma réplica de 1948 do In-N-Out foi construída em Baldwin Park.

## Leitura complementar
- Hawn, Carleen (7 de agosto de 2006). «In-N-Out Burger is giving McDonald's a run for its money». fastcompany.com
- Perman, Stacy (2009). In-N-Out Burger: A Behind-the-Counter Look at the Fast-Food Chain That Breaks All the Rules. New York: HarperBusiness. ISBN 978-0-06-134671-2. Arquivado do original em 1 de dezembro de 2010

## Links externas
- Sítio oficial